# Дезмонд Гойт
Г'ю Дезмонд Гойт (англ. Hugh Desmond Hoyte; 9 березня 1929 — 22 грудня 2002) — прем'єр-міністр і президент Гаяни.

## Життєпис
Освіту здобув у Британській Гвіані (колишня назва Гаяни) та в Англії. У 1948–1950 роках працював учителем. За фахом адвокат. Після повернення з Лондона 1960 року мав приватну практику.
З 1968 член Національних зборів у лавах Народного національного конгресу (ННК). У 1969–1970 роках обіймав посаду міністра внутрішніх справ, у 1970-1972 — міністра фінансів, у 1972-1974 — міністра громадських робіт і комунікацій, у 1974-1980 — міністра економічного розвитку.
З грудня 1980 року обійняв посаду одного з 5 віце-президентів країни, який відповідав за економічне планування, фінанси та регіональний розвиток. У серпні 1984 року під час чергової реорганізації уряду був висунутий на пост прем'єр-міністра та став першим віце-президентом.
Після несподіваної смерті президента Бернема 6 серпня 1985 року Гойт став новим очільником держави. На посту президента він узяв курс на згортання державного сектору. Через гостру і тривалу економічну кризу 1987 року на з'їзді ННК висунув програму економічного відродження, що означало відмову від ортодоксальної соціалістичної ідеології та необхідність стимулювання приватного підприємництва й відкритого політичного суспільства. 1990 відмовився від пропозиції щодо переходу до соціалізму, назвавши пріоритетним розвиток ринкової економіки та вільного підприємництва, широке залучення іноземних інвестицій.
Однак про демократію мова не йшла — 1990 року Гойт запровадив надзвичайний стан, відтермінував вибори та передав в оренду іноземним корпораціям великі масиви екваторіальних лісів.
У 1990-1992 роках також обійняв посади міністра закордонних справ.
Політика Гойта була непопулярною в країні, що призвело до його поразки на президентських виборах 1992 року. У подальшому балотувався на посаду президента у 1996 і 2001 роках і здобувши, відповідно, 40,6 та 41,7 % голосів виборців, посідав друге місце.
Помер у Джорджтауні 22 грудня 2002 року.